# وانکا کچوا
وانکا کچوا (انگلیسی: Wanka Quechua) از زبان‌های کچوا است که توسط مردم هوانکا ساکن در جنوب منطقه خونین در مرکز کشور پرو صحبت می‌شود.
این زبان در حدود ۳۰۰٬۰۰۰ نفر سخنور دارد و دارای سه گویش است:گویش وایلا وانکا که در اوانکایو و چوپاکا به آن صحبت می‌شود، گویش وایچا وانکا که در استان کونسپسیون در منطقه خونین به آن صحبت می‌شود و گویش شاوشا وانکا که در خاوخا به آن صحبت می‌شود.